# Автомобільний транспорт
Першим видом дорожнього транспорту були коні і воли, несучі товари по брудних доріжках, які часто збігалися зі стежками звірів. У міру розвитку комерції, шляхи стали вирівнювати та розширювати.
Автомобільний транспорт (абр. АТ) —  галузь транспорту, яка забезпечує задоволення потреб населення та суспільного виробництва у перевезеннях пасажирів та вантажів автомобільними транспортними засобами.

### Перші автомобілі
В новий час з'являється механізований автомобільний транспорт:
- Паровий візок Жозефа Кюньо 1770 рік.
- Автомобіль Бенца 1885 рік.
- Автомобіль Даймлера 1889 р.
- Автомобіль «Форд-Т» 1908 р.
- Укравтогаз 1947, завідує бензиновими станціями.

## Види автотранспорту
- автомобільний транспорт загального користування: перевізники, автостанції, автовокзали, виконавці ремонту й технічного обслуговування автомобільних транспортних засобів, вантажні термінали (автопорти), вантажні автомобільні станції та контейнерні пункти; автомобільні транспортні засоби перевізників, які використовуються ними для надання послуг з перевезень пасажирів і вантажів;
- відомчий автомобільний транспорт: автомобільні транспортні засоби суб'єктів підприємницької діяльності, установ та організацій, котрі вони використовують лише для власних потреб;
- індивідуальний автомобільний транспорт: автомобільні транспортні засоби фізичних осіб, що застосовуються ними тільки для власних потреб.[1]

## Склад автомобільного транспорту
Згідно з чинним законодавством України до складу автомобільного транспорту належать:
- підприємства автомобільного транспорту, що перевозять пасажирів і вантажі;
- авторемонтні й шиноремонтні підприємства;
- рухомий склад автомобільного транспорту;
- транспортно-експедиційні підприємства;
- автовокзали й автостанції;
- навчальні заклади;
- ремонтно-будівельні організації та соціально-побутові заклади;
- інші підприємства, установи й організації незалежно від форм власності, що забезпечують роботу автомобільного транспорту.[2]

## 20 століття
Кількість автотранспортних засобів:
| Зростання к-сті трансп. засобів у світі, тис. шт. | Зростання к-сті трансп. засобів у світі, тис. шт. |
| Рік                                               | к-сть трансп. засобів                             |
| ------------------------------------------------- | ------------------------------------------------- |
| 1900                                              | 11 000                                            |
| 1921                                              | 10 922                                            |
| 1950                                              | 70 388                                            |
| 1957                                              | 102 827                                           |

1900 року в усьому світі нараховувалось 11 тис. автомобілів, в 1921 — 10 922 тис. в 1950 — 70 388 тис. на початку 1957—102 827 тис.
Бурхливому розвитку автомобільного транспорту сприяли його висока прохідність і маневреність, порівняно висока швидкість перевозок, можливість доставки вантажів без перевантаження, відносно невелика вартість перевозок, можливість спеціалізації автомобілів для перевозки однотипних вантажів, простота керування і догляду за автомобілями.
1940 року перевозки народно-господарських вантажів автомобільного транспорту в Україні становили 187,2 млн тонн до 1957 року вони зросли до 1 023,9 млн тонн; Автомобільним транспортом в 1957 перевезено вантажів майже в 2 рази більше, ніж залізничним і річковим, разом узятими.
Автомобільний транспорт був найбільш розвинутий в США, де на початок 1957 року було 64 601 тис. автомобілів, у Великій Британії — 5 421 тис., Франції — 5 002 тис., Канаді — 4 323 тис. автомобілів.
Крім того, в пізні 1940-ві та ранні 1950-ті року, після Другої світової війни, яка перервала розвиток автомагістралей, США продовжили будівництво платних доріг. Вони повинні були задовольняти ще більш жорстким вимогам та стандартам. Одна з доріг — Нью-Йоркська штатна магістраль (англ. «NY State Thruway») — задовольняла цим вимогам та стала прототипом для Американської Міжштатової автодорожньої Системи (англ. «American Interstate Road System»). Ця система використовувала смуги руху шириною в 12 футів (3,65 м), широкі розділові смуги, ухили максимум 4 % і повний контроль доступу до них. Система була запущена в середині 1950-х і створила мережу континентальних масштабів для об'єднання кожного населеного пункту з кількістю жителів від 50 000 та більше.
| Перевезення народно- господарських вантажів, млн т | Перевезення народно- господарських вантажів, млн т |
| -------------------------------------------------- | -------------------------------------------------- |
| 1940                                               | 187.2                                              |
| 1957                                               | 1 023.9                                            |

### Автомобільний транспорт в УРСР
Вантажні автомобільні перевезення УРСР в 1957 становили близько 1/5 вантажних автомобільних перевозок СРСР.
В Україні автомобільний транспорт відіграє важливу роль у перевезеннях пасажирів. Особливо великого поширення набуло автобусне сполучення в містах і між містами та селами. У 1958 в УРСР автобусами перевезено 1013,0 млн чол.
Міські перевезення зросли з 54,7 млн чол. в 1950 до 953,7 млн чол. на початок 1959; міжміські, відповідно, з 4,7 млн чоловік до 59,3 млн чоловік. Швидкий розвиток автомобільного транспорту в Україні супроводжувався зростанням автомобільного парку. Лише з 1950 по 1957 вантажний автопарк зріс майже в 2 рази, а автопарк колгоспів — приблизно в 4 рази.
| Світовий автопарк, тис. шт | Світовий автопарк, тис. шт |
| Країна                     | 1957                       |
| -------------------------- | -------------------------- |
| США                        | 64 601                     |
| Велика Британія            | 5 421                      |
| Франція                    | 5 002                      |
| Канада                     | 4 323                      |